# Baby Mama
Baby Mama är en dramakomedi från 2008. Den producerades av Universal Pictures, skrevs och regisserades av Michael McCullers och de medverkande skådespelarna var Tina Fey, Amy Poehler, Greg Kinnear, Romany Malco och Dax Shepard.

## Handling
Kate Holbrook (Tina Fey), en framgångsrik affärskvinna från Philadelphia, har alltid satt karriären framför privatlivet. Vid 37 års ålder har hon till slut bestämt sig för att hon vill skaffa barn, men hennes planer ändras då hon upptäcker att hon har väldigt liten chans att bli gravid. Hon nekas adoption och bestämmer sig för att hyra omogna, avskyvärda Angie Ostrowski (Amy Poehler) att bli hennes surrogatmor.
När Angie blir gravid börjar Kate förbereda sig för moderskapet på sitt eget sätt, tills en dag då Angie står utanför hennes dörr utan någonstans att bo. Deras olika personligheter gör att de kommer på kant med varandra, och Kate får lära sig hur det är att balansera moderskapet och karriären, då hon måste ta hand om Angies barnsliga behov. Som om det inte vore nog, börjar Kate också dejta ägaren till en lokalt juicekafé, Rob (Greg Kinnear).
Vad Kate inte vet, är att Angie fejkar graviditeten, och att inseminationen inte lyckades. Hon hoppas på att få rymma med betalningen, men börjar ångra sin lögn. Hon skjuter upp erkännandet ända tills en ultraljudsundersökning fastställer att hon faktiskt är gravid. Hon inser då att barnet är hennes eget tillsammans med maken som hon separerat ifrån. Hon hade varit så förvirrad sedan graviditetstestet varit negativt, att hon hade haft sex med sin man efter separationen. Angie erkänner till slut på Kates "baby-shower". När Kate förklarar för Angie att graviditetstestet skulle tas två veckor efter inseminationen, och att barnet fortfarande kan vara hennes, blir det spänningar mellan kvinnorna.
Det slutar med att en domstol får bestämma vems barnet är och att Kate ber Angie om förlåtelse. Barnet visar sig vara Angies. Då de båda kvinnorna möts ansikte mot ansikte efteråt går Angies vatten och Kate tar henne till sjukhuset. Under Angies förlossning svimmar Kate och när hon vaknar säger läkaren, som övervakar Angie, att Kate är gravid. Det är resultatet av hennes förhållande med Rob. Sedan hon fått nyheten går hon och besöker Angie, som håller i sin nya lilla flicka Stefani (döpt efter Gwen Stefani). Kate förlåter Angie och de båda blir goda vänner.

## Medverkande
- Tina Fey - Kate Holbrook
- Amy Poehler - Angela "Angie" Ostrowski
- Greg Kinnear - Rob Ackerman
- Romany Malco - Oscar Priyan
- Dax Shepard - Carl Loomis
- Maura Tierney - Caroline Holbrook
- Steve Martin - Barry
- Sigourney Weaver - Chaffee Bicknell
- Holland Taylor - Rose Holbrook

## Mottagande

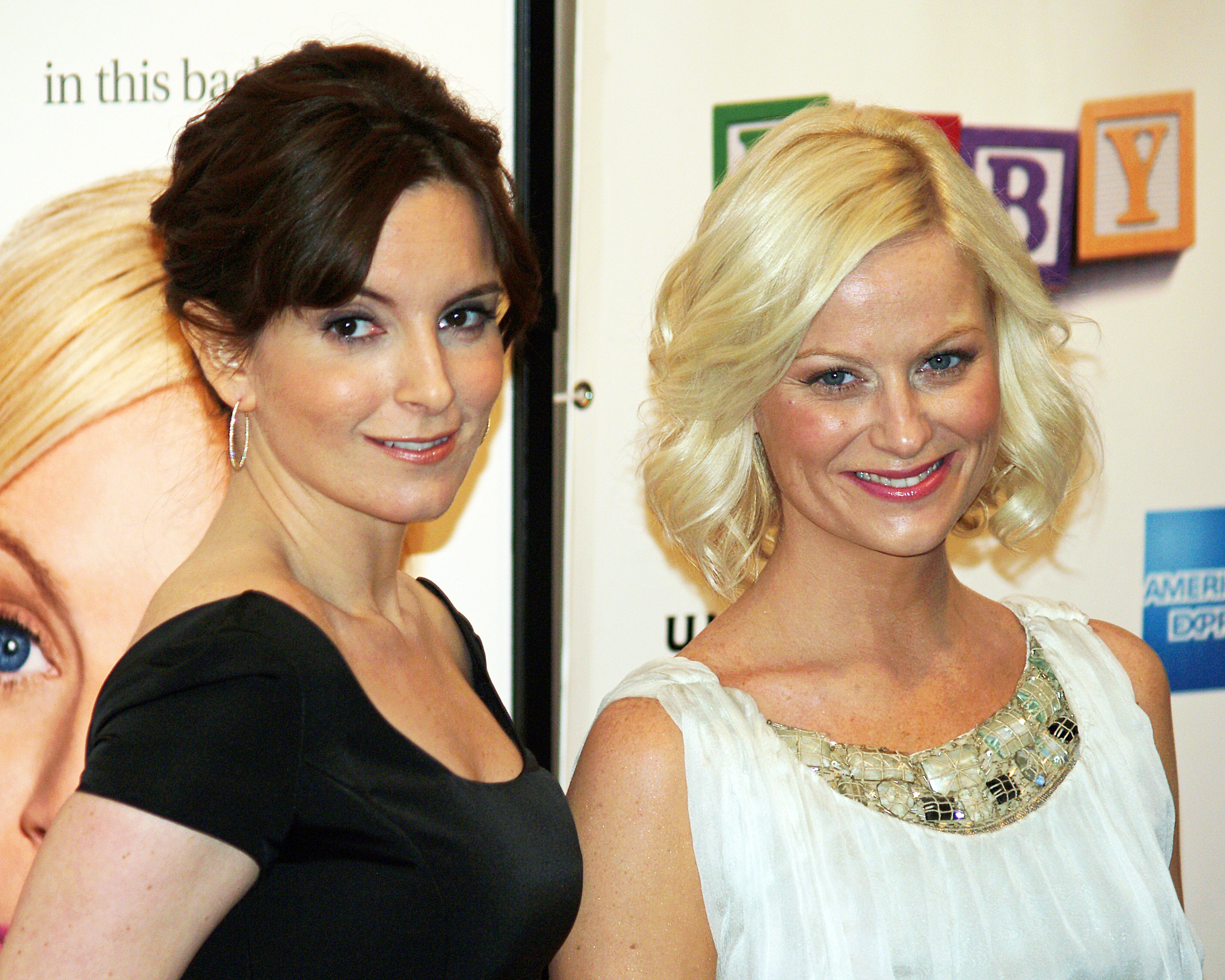
Fey och Poehler på premiären

Baby Mama mötte blandade men generellt positiva recensioner från kritikerna. 28 april 2008 rapporterade recensionsinsamlaren Rotten Tomatoes att 61% av kritikerna gav filmen positiv kritik baserat på 100 recensioner, vilket gav filmen "Certified Fresh"-ranking med konsensus, att filmen är en "lättsmält, förutsägbar komedi med starka skådespelarinsatser." Metacritic rapporterade att filmen hade fått en medelpoäng på 55 av 100, baserat på 34 bedömningar, som visade blandade eller medelmåttaga resultat.

## DVD
Baby Mama gavs ut på DVD och Blu-ray 9 september 2008. Extrainnehållet är bland annat kommentarer från manusförfattaren/regissören Michael McCullers och skådespelarna Tina Fey och Amy Poehler, From Conception to Delivery: The Making of Baby Mama Featurette, ett alternativt slut, borttagna scener och Saturday Night Live: Legacy of Laughter. 

## Bio
Öppningshelgen drog Baby Mama in 17 407 110 dollar på 2 543 biografer i USA och Kanada, den blev #1 topplistan och drog in ungefär 6 845 dollar/biograf.
Den 13 juli 2008 hade Baby Mama dragit in totalt 60,1 miljoner dollar i USA och Kanada.